# Sonic & Sega All-Stars Racing
Sonic & Sega All-Stars Racing is een racespel van Sega voor de Xbox 360, PlayStation 3 en Nintendo DS, uitgebracht op 26 februari 2010. Het is een spel uit de serie Sega Superstars, een cross-over-serie waarin personages uit diverse (ongerelateerde) spellen van Sega verschijnen.

## Personages
- Sonic the Hedgehog
- Miles "Tails" Prower
- Dr. Eggman
- Shadow the Hedgehog
- Knuckles the Echidna
- Amigo
- Big the Cat
- Beat
- Ulala
- B.D. Joe
- Zobio en Zobiko
- Billy Hatcher
- Ryo Hazuki
- Jacky Bryant en Akira Yuki
- Mobo and Robo
- Chuih, ChuBei, ChuPea en ChuBach
- Opa-Opa
- Alex Kidd

Er zijn meer personages beschikbaar. Die zijn te downloaden op de PlayStation 3 en Xbox 360.

## Platforms
| Jaar | Platform                                           |
| ---- | -------------------------------------------------- |
| 2010 | Nintendo DS, PlayStation 3, Wii, Windows, Xbox 360 |
| 2011 | Arcade                                             |
| 2013 | Macintosh                                          |

## Ontvangst
Het spel werd positief ontvangen in recensies. Men prees de gameplay, gevarieerde multiplayer en het ontwerp van de racebanen. Kritiek werd gegeven op de oppervlakkige muziek.
Het spel is wereldwijd 1,07 miljoen keer verkocht.
| Beoordeeld door            | Platform      | Datum         | Score |
| -------------------------- | ------------- | ------------- | ----- |
| Gamestyle                  | Xbox 360      | 2010          | 90%   |
| Console Monster            | Xbox 360      | 4 maart 2010  | 89%   |
| Worth Playing              | Xbox 360      | 14 maart 2010 | 89%   |
| Worth Playing              | Nintendo DS   | 9 maart 2010  | 88%   |
| Cheat Code Central         | Nintendo DS   | 2010          | 88%   |
| Impulse Gamer              | Nintendo DS   | maart 2010    | 85%   |
| Game Over Online           | Xbox 360      | 25 mei 2010   | 85%   |
| Cheat Code Central         | Xbox 360      | 5 maart 2010  | 84%   |
| Gamer.nl                   | Xbox 360      | 5 maart 2010  | 80%   |
| Nintendo Power Magazine    | Wii           | maart 2010    | 80%   |
| D+PAD Magazine             | Xbox 360      | 7 maart 2010  | 80%   |
| N-Europe                   | Nintendo DS   | 4 mei 2010    | 80%   |
| Nintendo Life              | Nintendo DS   | 11 maart 2010 | 80%   |
| Modojo                     | Nintendo DS   | 1 maart 2010  | 80%   |
| Spazio Games               | Nintendo DS   | 1 maart 2010  | 80%   |
| PAL Gaming Network (PALGN) | Xbox 360      | 11 maart 2010 | 75%   |
| 411mania.com               | PlayStation 3 | 27 maart 2010 | 75%   |
| NintendoWorldReport        | Nintendo DS   | 11 maart 2010 | 75%   |
| Jeuxvideo.com              | Nintendo DS   | 15 maart 2010 | 70%   |
| Pocket Gamer UK            | Nintendo DS   | 1 maart 2010  | 70%   |